# Contracción del crédito
La contracción del crédito, restricción crediticia o crisis de crédito (en inglés, credit crunch), es un fenómeno financiero consistente en la reducción del dinero disponible para prestar —préstamos o créditos— o un repentino incremento del coste de obtener préstamos bancarios. Este término se puso de moda en el crash financiero-bancario mundial de 2008.
Entre las consecuencias inmediatas del credit crunch, aparece una limitación de las posibilidades de endeudamiento para los consumidores —lo que implica una reducción del consumo— como de inversión para los empresarios —lo que limita el crecimiento económico—.
Durante el período del credit crunch las entidades prestamistas endurecen las condiciones para prestar dinero, bien sea exigiendo mayores garantías, bien elevando las tasas de interés, bien imponiendo condiciones más duras, etc. La contracción crediticia se produce por la necesidad de los Bancos Centrales de subir los tipos de interés. Esto provoca que los bancos comiencen a ver demasiado riesgo en los sectores donde han estado prestando el dinero con demasiada alegría. Bancos y cajas comienzan a seleccionar con lupa las concesiones de créditos tanto a empresas como a particulares. Llegado un punto, una restricción importante del crédito puede taponar gravemente las vías del crecimiento económico, esencialmente porque el dinero más afectado es el capital inversor.
El economista de la Escuela Austríaca, discípulo de Friedrich von Wieser y de Ludwig von Mises, Friedrich Hayek, demostró que la creación de dinero nuevo y artificial por el sistema bancario prestado a interés bajo, la denominada expansión crediticia, distorsionaba los patrones de inversión, asignando desproporcionadas pérdidas cuando el crédito se contrae. 
Un claro ejemplo de credit crunch fue la crisis de las hipotecas subprime. La expansión crediticia se detiene y los posibles compradores de viviendas ya no pueden obtener financiación para comprar nuevas propiedades. Esto reduce la demanda en el mismo momento que los propios bancos están intentando que sus deudores con los préstamos peor clasificados vendan sus propiedades y paguen la deuda. Esto hace aumentar la oferta de viviendas en el peor momento, haciendo que bajen los precios de estas.
Uno de los gurús del credit crunch es Nouriel Roubini, profesor de Economía en la Universidad de Nueva York. Desde postulados intervencionistas, Rubini advirtió que la crisis subprime era una crisis sistémica cuyos problemas se distribuyen por el sistema entero, por lo que se muestra partidario de nacionalizar los bancos norteamericanos antes de que estos contagien su problemática empresarial a todo el mundo financiero. Desde el lado contrario, los liberales y austríacos defienden que hay que amortizar la deuda viva para evitar la contracción crediticia (credit crunch). Este objetivo sólo podría lograrse incrementando la renta disponible de los individuos mediante rebajas de impuestos y reducciones del gasto público.